# Căsătorie fictivă

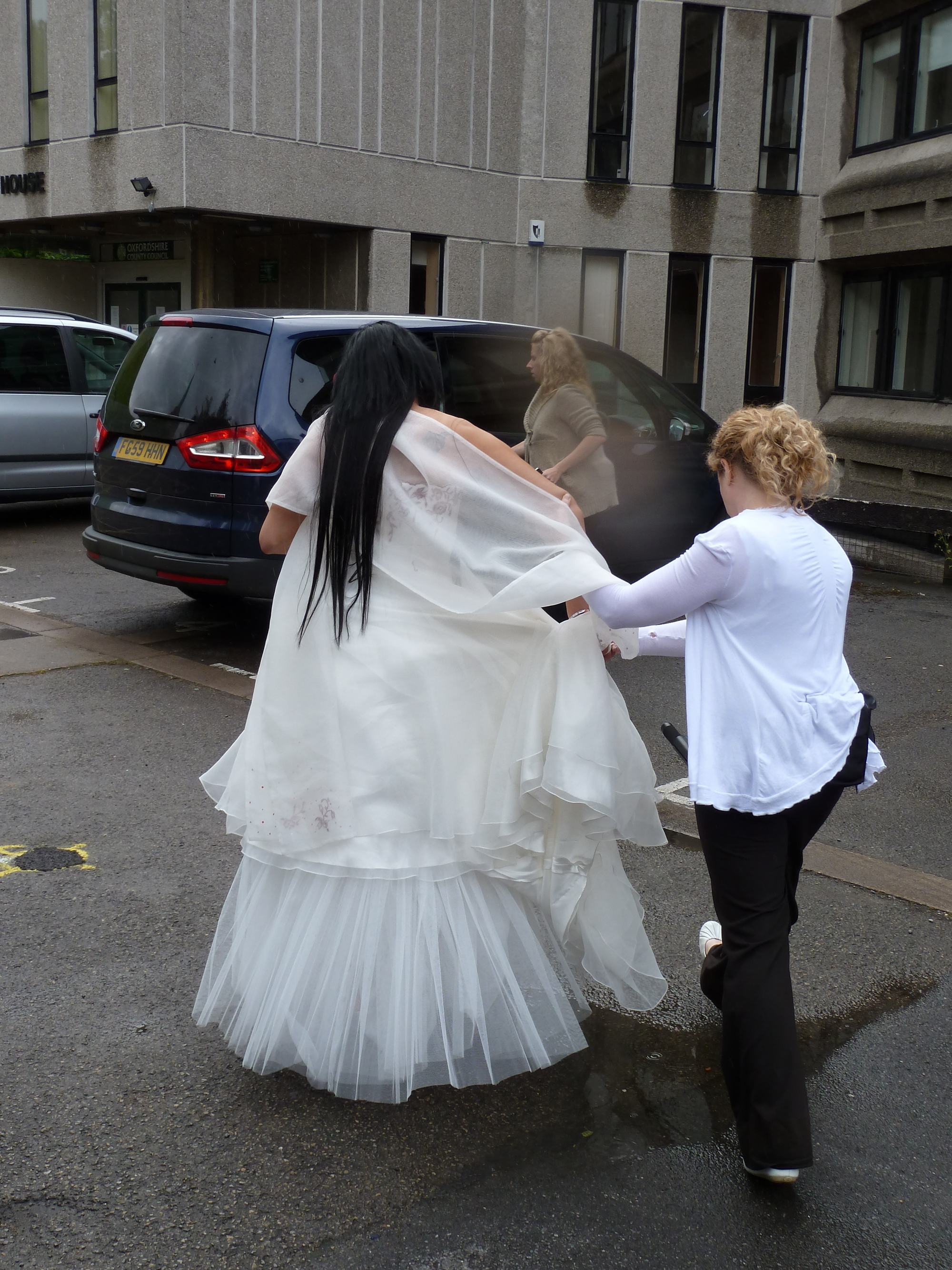
Ofițerii de la Agenția Britanică pentru Gestionarea Frontierelor arestează potențiala mireasă pentru a preveni o căsătorie fictivă.

Căsătoria fictivă sau căsătoria simulată reprezintă mariajul de conveniență încheiat exclusiv în scopul obținerii anumitor beneficii sau avantaje care decurg din statutul marital. Deși i se atribuie denumirile de „fictivă” sau „simulată” din cauza scopului final, căsătoria în sine este totuși validă din punct de vedere legal dacă respectă rigorile legii din țară respectivă. În unele țări, organizarea sau intrarea într-o astfel de căsătorie pentru fraudarea autorităților este clasificată drept o încălcare separată a legii. În Statele Unite, căsătoria în vederea dobândirii cetățeniei este considerată o infracțiune.
Deseori, după o perioadă de timp, cuplul divorțează dacă mariajul nu le mai aduce niciun beneficiu.
Căsătoria fictivă este diferită de nunta frauduloasă, care este un fel de înșelăciune în cadrul unei relații intime în care unul dintre soți profită de celălalt pentru a obține permis de ședere sau beneficii financiare, prin simularea interesului amoros.

## Motive
Printre cele mai des întâlnite motive ce stau în spatele acestor căsătorii se numără obținerea dreptului la viză, ședere, loc de muncă și cetățenie pentru unul sau pentru ambii soți.
Au existat cazuri în care unii oameni s-au căsătorit pentru a evita suspiciunea de homosexualitate sau bisexualitate. Spre exemplu, unele studiouri de la Hollywood ar fi cerut ca actorii homosexuali, precum Rock Hudson, să își ascundă homosexualitatea căsătorindu-se cu persoane de sex opus („căsătorie de levănțică”) .

## Frauda
Odată cu introducerea unor legi moderne mai stricte privind imigrația în țările din Lumea Întâi, căsătoriile fictive au devenit o metodă comună pentru a permite unui străin să locuiască, și, eventual, să obțină cetățenia, în țara celuilalt soț. Cuplul se căsătorește cu buna știință că mariajul este instituit cu scopul obținerii unui statut de imigrare favorabil. Mariajul este deseori aranjat sub forma unei tranzacții financiare (adică se plătește o sumă substanțială de bani) și, cel mai des, imigrantul se află deja în țara respectivă. Legea imigrației din Statele Unite prevede că acest lucru este fraudulos, impunând, pentru astfel de căsătorii făcute cu rea-credință, plata unei amenzi de 250,000 de dolari și executarea a cinci ani de închisoare pentru cetățean, iar pentru străin, deportarea. Inspectoratul General pentru Imigrări și Departamentul de Justiție din SUA afirmă că nu dețin cifrele exacte privind rata de tentativă de fraudă prin mariaj. În anul fiscal 2009, 506 din cele 241,154 de solicitări depuse au fost respinse sub suspiciune de fraudă, adică mai puțin de 0,09%.
În aprilie 2011, Agenția Britanică pentru Gestionarea Frontierelor  a  îndemnat clerul să ajute la prevenirea nunților pentru vize. Atât clerul englez cât și cel galez pot oficia căsătorii, potrivit legilor în vigoare. Membrii clerului au fost sfătuiți să nu anunțe public căsătoriile (în religia catolică, căsătoriile trebuie anunțate în mod oficial) în care sunt implicați imigranți  din afara Europei. În schimb, cuplul va fi rugat să solicite o autorizație de căsătorie, iar dacă un membru al clerului nu este convins că mariajul este autentic, trebuie să clarifice acest lucru cu persoana responsabilă de emiterea autorizației.
În August 2010, în Irlanda, s-a raportat că una din șase căsătorii este fictivă, fiind încheiată pentru statutul de rezident în Uniunea Europeană și pentru a eluda regulile de imigrare.

## Legislație și investigație
Definițiile unei căsătorii frauduloase diferă în funcție de jurisdicție, însă adesea sunt legate de imigrație. Conform unui document al Ministerului de Interne din Regatul Unit din anul 2013:
„Căsătoria fictivă, mariajul de conveniență sau parteneriatul civil fraudulos reprezintă căsătoria sau parteneriatul civil încheiat de două persoane care nu formează un cuplu autentic, pentru avantaj imigrațional. Căsătoriile fictive sau parteneriatele civile trebuie diferențiate de căsătoriile sau parteneriatele civile încheiate de un cuplu autentic pentru care imigrarea unuia dintre soți este convenabilă.”
În Canada, legislația privind căsătorile fictive a fost consolidată în anul 2012. Totuși, au existat controverse. Oficialii canadieni au fost acuzați fie că sunt prea duri, fie prea indulgenți atunci când judecă autenticitatea unei relații. În plus, au existat obiecții cu privire la politica organizațiilor pentru femei care au susținut că noua politică care necesită ca "sponsorul" și noul soț să trăiască într-o „relație autentică” timp de doi ani pune în pericol femeile care sunt victime ale violenței domestice. Deși există o excepție de la această regulă pentru cazurile de abuz, politica a fost acuzată ca fiind prea slabă (din moment ce abuzul este dificil de dovedit).